# F (muziek)
De F (ook wel fa genoemd) is een toon die een halve toonafstand hoger ligt dan de E en een hele toonafstand lager dan de G. Als de toon zich in een laag octaaf bevindt, wordt de naam in het Nederlands met een hoofdletter geschreven (F), in een hoger octaaf schrijft men f, al dan niet met toegevoegd teken.
Op een pianoklavier is de F telkens de witte toets links van elk groepje van drie zwarte toetsen. 
De bassleutel in het notenschrift geeft de f van het klein octaaf aan. De bassleutel wordt daarom ook wel f-sleutel of fa-sleutel genoemd.
F is ook de naam van toonladders met de f als grondtoon, zoals F-majeur en f-mineur. F-majeur komt veel voor, het is een toonsoort met weinig voortekens.

## Grafische voorstelling

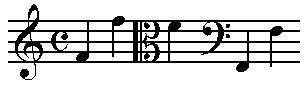
Voorstelling van de F in drie sleutels (achtereenvolgens: vioolsleutel (F4 en F5), altsleutel (F4), en bassleutel (F2 en F3))

## Octavering
| Musicologische notatie | Helmholtznotatie | Octaafnaam           | Frequentie (Hz) |
| ---------------------- | ---------------- | -------------------- | --------------- |
| F-1                    | F,,,             | Subsubcontra-octaaf  | 10.913          |
| F0                     | F,,              | Subcontra-octaaf     | 21.827          |
| F1                     | F,               | Contra-octaaf        | 43.654          |
| F2                     | F                | Groot octaaf         | 87.307          |
| F3                     | f                | Klein octaaf         | 174.614         |
| F4                     | f′               | Eéngestreept octaaf  | 349.228         |
| F5                     | f′′              | Tweegestreept octaaf | 698.456         |
| F6                     | f′′′             | Driegestreept octaaf | 1396.913        |
| F7                     | f′′′′            | Viergestreept octaaf | 2793.826        |
| F8                     | f′′′′′           | Vijfgestreept octaaf | 5587.652        |
| F9                     | f′′′′′′          | Zesgestreept octaaf  | 11175.303       |